# Rainer Bonhof
Rainer Bonhof (født 29. marts 1952) er en tidligere tysk fodboldspiller, som i perioden 1972-1981 spillede 53 landskampe og scorede 9 mål. På klubplan var han knyttet til de tyske klubber Borussia Mönchengladbach (som han også var træner for 1998-1999), FC Köln og Hertha BSC Berlin samt den spanske klub Valencia CF. Han var kendt som en meget dygtig frisparksekspert. Bonhof trænede også på et tidspunkt ungdomslandsholdene i hhv. Tyskland, Kuwait og Skotland.